# Pośredni Ganek
Pośredni Ganek (słow. Prostredný Ganek, niem. Mittlerer Ganek, 2450 m n.p.m.) – środkowy z trzech wierzchołków masywu Ganku znajdujący się w grani głównej Tatr w słowackiej części Tatr Wysokich. Od Małego Ganku na północnym zachodzie oddziela go siodło Małej Gankowej Przełączki, a od głównego wierzchołka Ganku (Wielkiego Ganku) na południowym wschodzie oddzielony jest Pośrednią Gankową Przełączką.
Ku północnemu wschodowi z Pośredniego Ganku do Rynny Szczepańskich opada ściana o wysokości około 110 m, górą bardzo stroma, w dole całkowicie pionowa. Około 30 m poniżej grani przecina ją kilka półek. Tylko nimi prowadzi droga wspinaczkowa nr 1, pozostała część ściany jest dziewicza. Drogą tą prowadzi najłatwiejsze wejście na szczyt. Ściana południowo-zachodnia opada do Dolinki Rumanowej.
Nazwa Pośredniego Ganku pochodzi od jego „pośredniego” położenia względem dwóch pozostałych wierzchołków masywu Ganku.

## Taternictwo
Na wierzchołek Pośredniego Ganku nie prowadzą żadne znakowane szlaki turystyczne, jest on dostępny jedynie dla taterników. Pierwsze wejścia na jego wierzchołek miały miejsce najprawdopodobniej podczas pierwszych wejść na główny wierzchołek masywu.
1. Grań z Małego Ganku; II w skali tatrzańskiej. Czas przejścia 1 godz.
2. Południowo-zachodnim filarem; V, miejsce VI, skała pewna, 4 godz.[4]

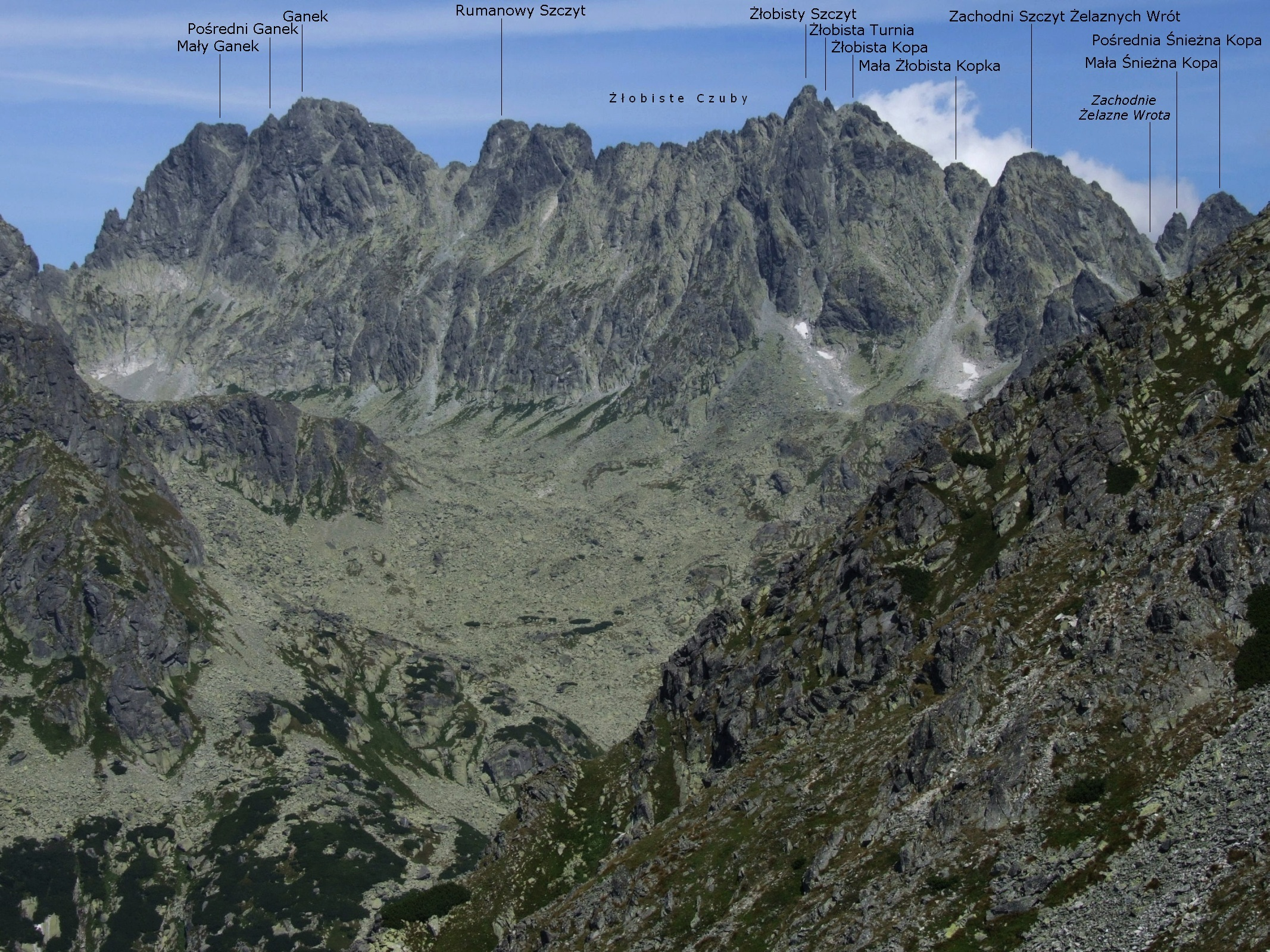
Pośredni Ganek wśród podpisanych szczytów